# Коллінгдейл (Пенсільванія)
Коллінгдейл (англ. Collingdale) — місто (англ. borough) в США, в окрузі Делавер штату Пенсільванія. Населення — 8908 осіб (2020).

## Географія
Коллінгдейл розташований за координатами 39°54′54″ пн. ш. 75°16′39″ зх. д. / 39.91500° пн. ш. 75.27750° зх. д. (39.915065, -75.277630).  За даними Бюро перепису населення США в 2010 році місто мало площу 2,25 км², уся площа — суходіл.

## Демографія
Згідно з переписом 2010 року, у селищі мешкало 8786 осіб у 3190 домогосподарствах у складі 2182 родин. Густота населення становила 3902 особи/км².  Було 3446 помешкань (1530/км²).
Расовий склад населення:
| - 55,9 % — білих - 36,3 % — чорних або афроамериканців - 2,9 % — азіатів - 0,3 % — корінних американців |

До двох чи більше рас належало 3,8 %. Частка іспаномовних становила 3,1 % від усіх жителів.
За віковим діапазоном населення розподілялося таким чином: 28,7 % — особи молодші 18 років, 62,1 % — особи у віці 18—64 років, 9,2 % — особи у віці 65 років та старші. Медіана віку мешканця становила 32,5 року. На 100 осіб жіночої статі у селищі припадало 91,2 чоловіків;  на 100 жінок у віці від 18 років та старших — 87,7 чоловіків також старших 18 років.
Середній дохід на одне домашнє господарство  становив 59 357 доларів США (медіана — 46 933), а середній дохід на одну сім'ю — 69 909 доларів (медіана — 58 105). Медіана доходів становила 40 744 долари для чоловіків та 36 743 долари для жінок. За межею бідності перебувало 16,1 % осіб, у тому числі 22,0 % дітей у віці до 18 років та 11,4 % осіб у віці 65 років та старших.
Цивільне працевлаштоване населення становило 4403 особи. Основні галузі зайнятості: освіта, охорона здоров'я та соціальна допомога — 33,0 %, транспорт — 9,4 %, роздрібна торгівля — 9,3 %.